# Robert M. Adams
Ralph M. Adams (fl. 1979-1990) es un botánico estadounidense.

## Algunas publicaciones
- Dodson, CH, RL Dressler, HG Hills, RM Adams, NH Williams. 1969. Biologically Active Compounds in Orchid Fragrances. Science 164:1243-1249

- La abreviatura «R.M.Adams» se emplea para indicar a Robert M. Adams como autoridad en la descripción y clasificación científica de los vegetales.[1]